# أرتيس لان
أرتيس لان هي رسامة كندية، ولدت في 1927 في North Buxton ‏ في كندا.

## وصلات خارجية
- أرتيس لان على موقع ميوزك برينز (الإنجليزية)